# فينبا
فينبا (بالفنلندية: Finnairin Palloilijat )‏ هو نادي كرة قدم فنلندي تأسس في 1965 ، يقع مقره الرئيسي في هلسنكي، ويلعب في الدوري الفنلندي الممتاز.